# Świętoszowice

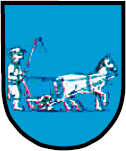
Nieoficjalny herb wsi Świętoszowice

Świętoszowice (niem. Schwientoschowitz) – wieś sołecka w Polsce położona w województwie śląskim, w powiecie tarnogórskim, w gminie Zbrosławice.
W latach 1975–1998 miejscowość należała administracyjnie do województwa katowickiego.

## Nazwa
W 1295 w kronice łacińskiej Liber fundationis episcopatus Vratislaviensis (pol."Księdze uposażeń biskupstwa wrocławskiego") miejscowość wymieniona jest jako villa Swentossonis w ustępie villa Swentossonis et suorum nepotum decima solvitur more polonico. W okresie narodowego socjalizmu Niemcy zmienili w 1936 historyczną nazwę Schwientoschowitz epizodyczną nazwą ahistoryczną Einhof.